# غريغ هاريس
غريغ هاريس (بالإنجليزية: Greg Harris)‏ هو سياسي أمريكي، ولد في 5 يونيو 1955 بدنفر في الولايات المتحدة. حزبياً، نشط في الحزب الديمقراطي. وقد انتخب عضو مجلس نواب إلينوي.